# Krakow am See
För andra betydelser, se Krakow (olika betydelser).
Krakow am See  är en stad i det nordtyska förbundslandet Mecklenburg-Vorpommern.
Staden ingår i kommunalförbundet Amt Krakow am See tillsammans med kommunerna Dobbin-Linstow, Hoppenrade, Kuchelmiß och Lalendorf.

## Geografi
Krakow am See är belägen 18 kilometer söder om Güstrow i distriktet Rostock. Öster om staden ligger sjön Krakower See.
Staden har elva ortsdelar: Krakow, Alt Sammit, Bellin, Bossow, Charlottenthal, Groß Grabow, Klein Grabow, Marienhof, Möllen, Neu Sammit och Steinbeck.

## Historia
Orten Crakowe fick sina stadsrättigheter av fursten Nikolaus I av Werle under 1200-talet  och omnämns första gången 1298.  Under denna tid tillhörde Krakow herrskapet Werle. 1325 utbröt i Krakow den första pogromen i Mecklenburg som var riktad mot stadens judiska befolkning. Judarna anklagades för hostieskändning.
1436 kom orten till hertigdömet  Mecklenburg.
Fram till slutet av 1800-talet präglades stadens näringsliv av fiske och lantbruk.
1882 anslöts staden till den nya järnvägen Güstrow-Plau am See.

### Befolkningsutveckling
Befolkningsutveckling  i Krakow am See
Källa:,

## Sevärdheter
- Stadskyrkan från 1200-talet

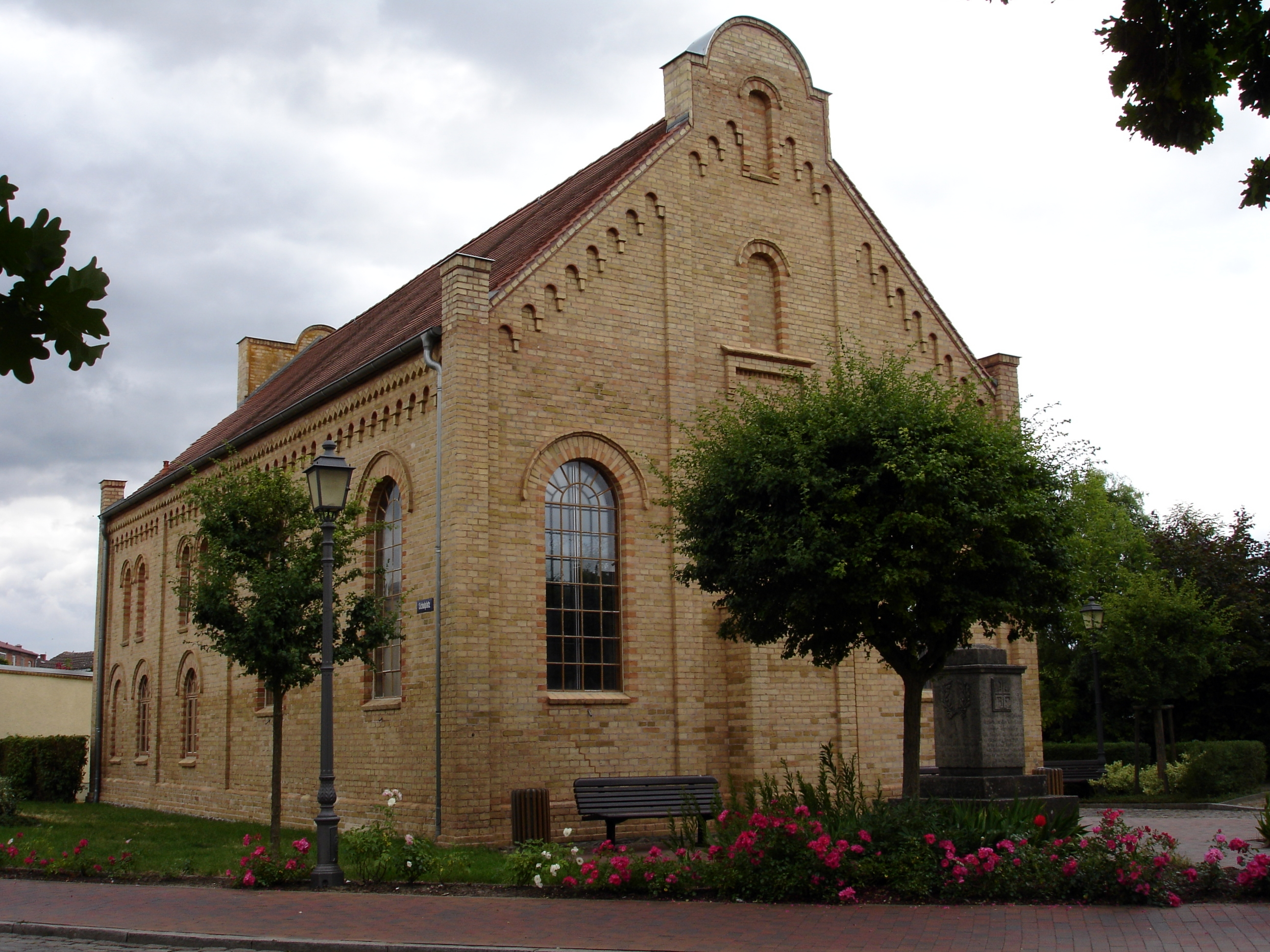
Synagogan i Krakow

- Nygotiska rådhuset från 1870-talet
- Synagogan från 1860-talet

## Vänorter
Staden Krakow am See är vänort till den polska staden Ujście.

## Kommunikationer
Genom staden går förbundsvägen B 103 (tyska: Bundesstraße), som går mellan Rostock och Kyritz.

## Galleri

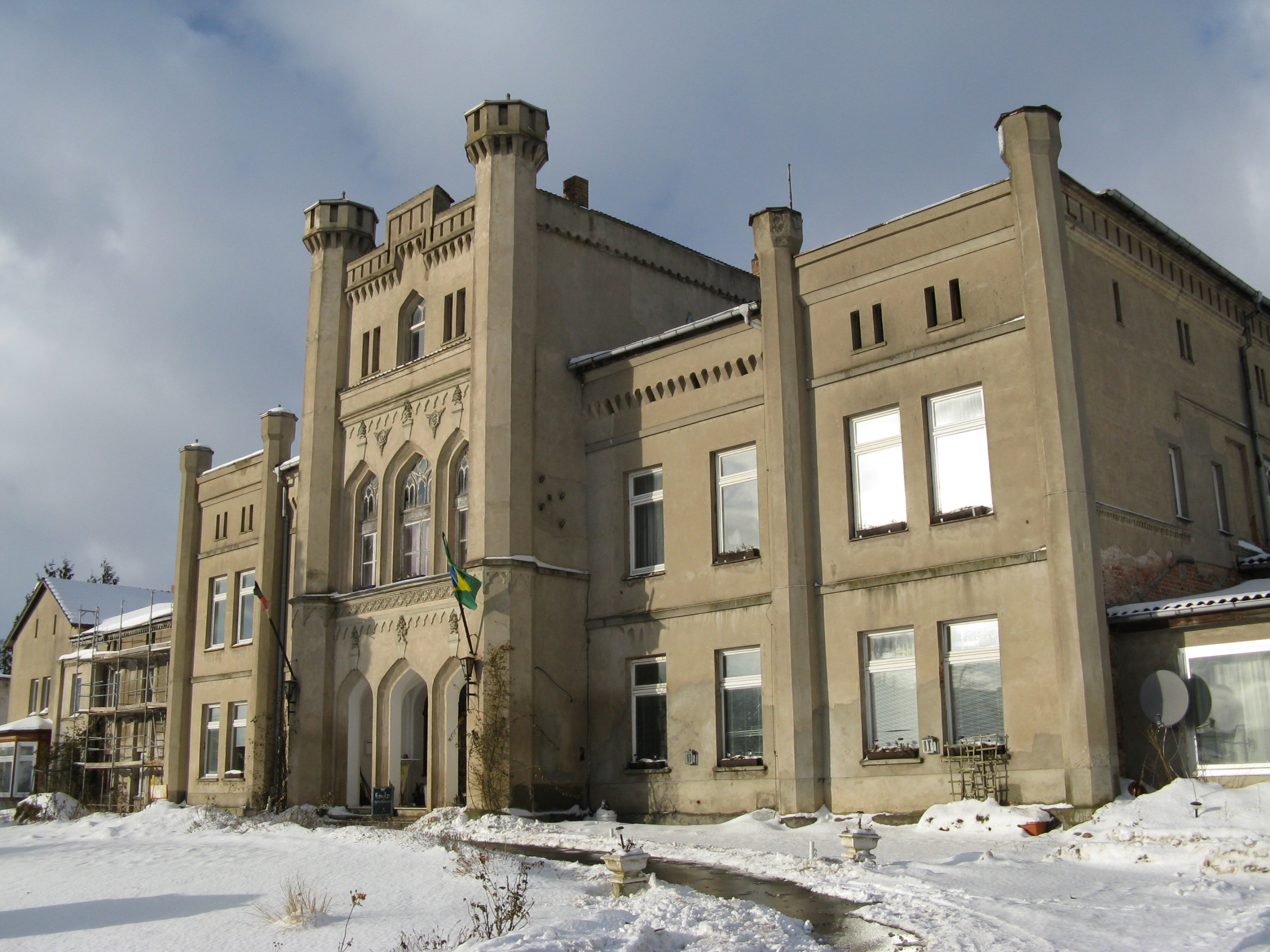
Herrgård i ortsdelen Charlottenthal
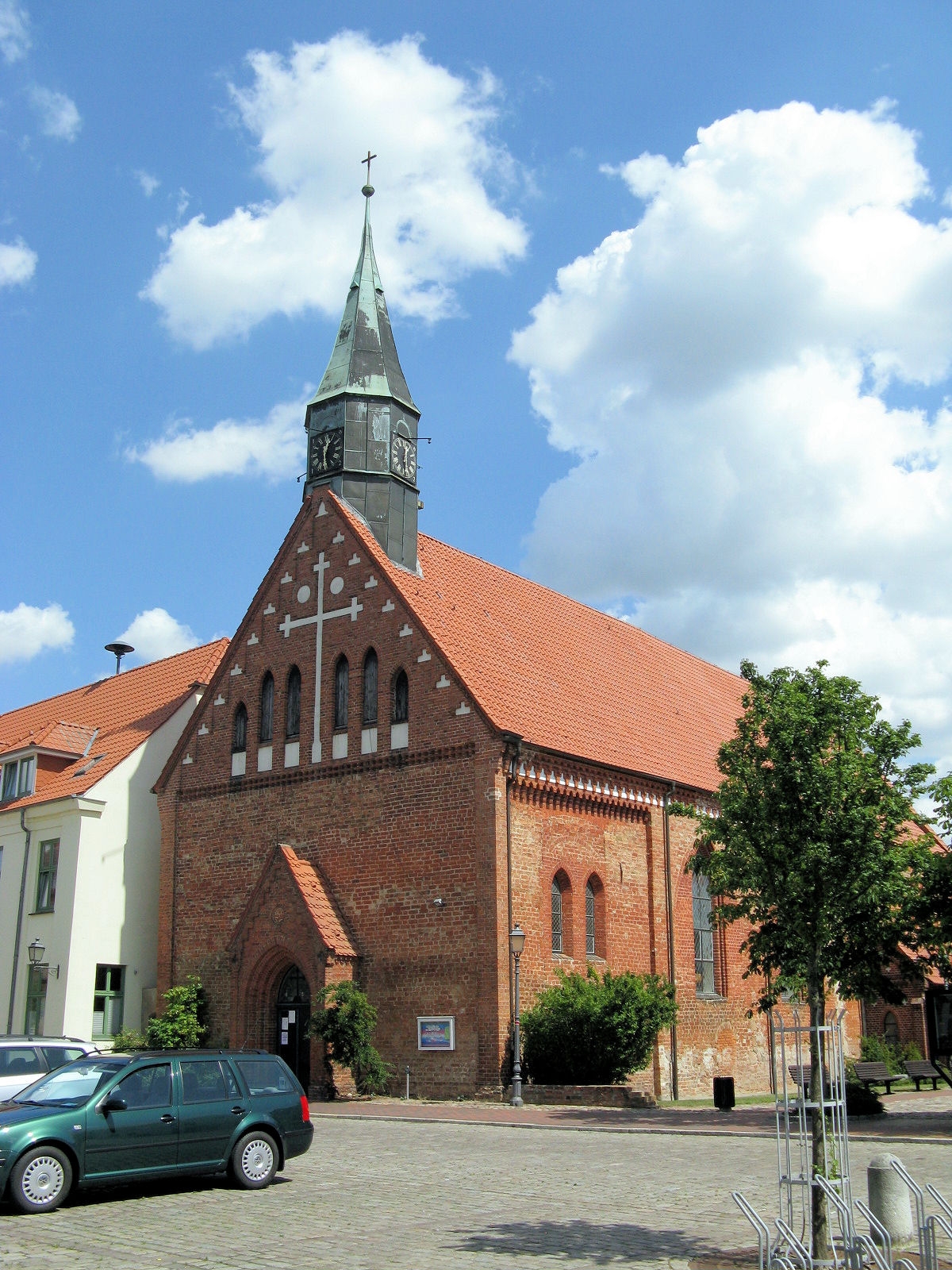
Stadskyrka i Krakow
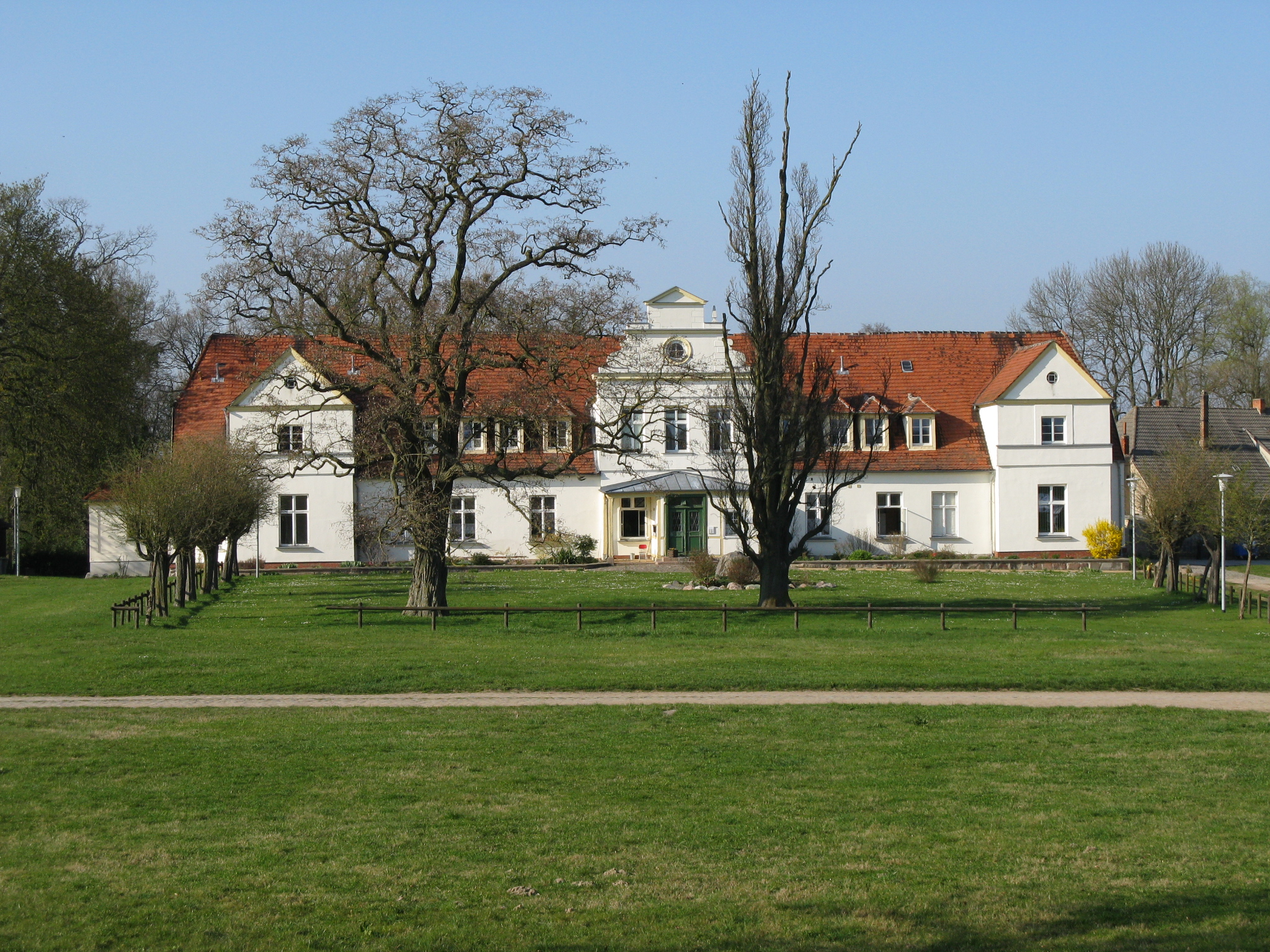
Herrgård i ortsdelen Groß Grabow